# Gerundeter geschlossener Vorderzungenvokal
Der gerundete geschlossene Vorderzungenvokal ist ein Vokal, bei dessen Artikulation sich die Zunge im vorderen Bereich des Mundraumes befindet – also nicht zurückgezogen wurde –, der Mund ziemlich weit geschlossen ist und die Lippen gerundet, also gespannt, sind.
Lautliche und orthographische Realisierung des gerundeten geschlossenen Vorderzungenvokals in verschiedenen Sprachen:
- Deutsch [y, yː]: Ü, ü; manchmal y
  - Beispiele: üben [ˈyːbən], Mühe [ˈmyːə], Physik [fyˈziːk]
- Französisch [⁠y⁠]: U, u
  - Beispiele: unique [ynik], sujet [syʒɛ], brûler [bʀyle]
- Türkisch [⁠y⁠]: ü
  - Beispiel: güneş [ gyˈneʃ ]